# 孫嘉禾
孫嘉禾（英文：Coco，1972年1月24日—），出生於台灣花蓮，花蓮女中畢業，1989年，曾為長榮航空空姐，1990年－1992年，曾為和泰汽車汽車銷售員，1993年－2000年曾為南山人壽保險業務員，2001年曾為傳銷業講師，目前是富邦MOMO購物台的電視購物專家，節目主持LIVE銷售成功率超高，慧眼獨具並用嚴謹的態度分析產品，有層次的堆疊商品優點，常常引起奇蹟般爆線的訂購量，人稱＂電視購物專家一姐＂。

## 經歷
孫嘉禾17歲從花蓮女中畢業，因為聯考只考上私立大學，孫嘉禾放棄了繼續求學，選擇直接踏入職場。隨即考上長榮航空，成為長榮航空第一期＂寶寶班＂的員工。19 歲那年，她當選第一屆蓬萊仙子選美冠軍，因而被汽車業者相中，開始做汽車銷售。短短一年，就贏得了「Camry（和泰汽車某車款）皇后」的美譽。20歲作南山人壽保險業務員，在保險界一待8年，前6年是她的黃金期（後來因為健康問題而處於休養狀態）。29歲轉行做SPA傳銷，之後到另一家傳銷公司擔任講師，主題跟銷售技巧和開發個人潛能有關。
32歲由於長期在香港、泰國、中國大陸等地奔波，以致腰椎出現問題，此時正好親友聽聞富邦在徵選購物專家，她便決定轉換跑道，由於個人在富邦金控蔡明忠面前展現強烈企圖心，因此在兩千名徵選者中脫穎而出，成為富邦MOMO購物台的開台元老，參與電視購物節目主持。目前富邦MOMO購物台開台滿九年，她也作電視購物九年，曾經創下一分鐘產值11萬的佳績，是目前富邦MOMO購物台的資深電視購物專家。
賣過七千種商品，幾乎每檔都達陣。一款包包熱賣三年，賣出八萬個。每分鐘創造二十萬產值，一人年創五億元業績，穩坐MOMO購物台一姐地位。
2002年加入富邦MOMO購物台，成為電視購物專家，任職至今。
2008年12月份，孫嘉禾被控介入華航已婚機師楊俊銘的婚姻，涉嫌妨害家庭。孫嘉禾表示不知道楊俊銘已經婚，同時反控楊妻李筱萍涉嫌傷害。

## 主持作品
2002年至今，富邦MOMO購物台銷售節目。